# Ghetto Story (dal)
A Ghetto Story Baby Cham amerikai dancehall-zenész első kislemeze Ghetto Story című albumáról. Leginkább Alicia Keys R&B-énekessel készített remixéről ismert 8Ghetto Story Chapter 2). A dal arról szól, hogy milyen volt felnőni a gettóban és milyen jó, hogy végre kijutottak onnan. Cham azt nyilatkozta a dalról, hogy emiatt az érzés miatt sokan szeretik. A dal a 85 riddimet használja.

## Fogadtatása
A dal a Billboard Hot 100 77., a Billboard Hot Hip Hop/R&B Singles 15. és a Billboard Rap Tracks 13. helyéig jutott. Az MTV2 és a BET gyakran játszotta a videóklipjét. A BET 106 & Park című műsorában a 9. helyen debütált, és az 5. helyig jutott, ezzel egyike annak a kevés reggae videóklipnek, ami a top 5-be került itt.

## Videóklip
A Ghetto Story videóklipjéhez a Chapter 2 változatot használták fel, amiben Alicia Keys is szerepel. Sanaa Hamri rendezésében forgatták Jamaicán. Témájában illeszkedik a dalszöveghez. Az MTV március vége óta játssza. A BET 106 & Park műsorában augusztus 8-án volt a premierje, a slágerlistájára három héttel később került fel, a 9. helyre, és négy nappal később érte el legmagasabb helyezését, az 5-öt.

## Számlista
CD kislemez
1. Ghetto Story Chapter 2 (feat. Alicia Keys) (Dameon Beckett, Dave Kelly, Alicia Keys) – 4:46
2. Hood (Dameon Beckett, Dave Kelly) – 4:30

CD maxi kislemez
1. Ghetto Story Chapter 2 (feat. Alicia Keys) (Dameon Beckett, Dave Kelly, Alicia Keys) – 4:46
2. Ghetto Story (Album Version) (Dameon Beckett, Dave Kelly) – 4:12
3. Hood (Dameon Beckett, Dave Kelly) – 7:01
4. Mytone (CD-ROM)

### Változatok
- Ghetto Story Chapter 1 (Cham)
- Ghetto Story Chapter 2 (Cham featuring Alicia Keys)
- Ghetto Story Chapter 3 (Cham featuring Akon)
- Ghetto Story Chapter 4 (Cham featuring Alicia Keys and Akon)

## Helyezések
| Slágerlista (2006)                  | Legmagasabb helyezés |
| ----------------------------------- | -------------------- |
| USA Billboard Hot 100               | 99                   |
| USA Billboard Hot R&B/Hip-Hop Songs | 22                   |
| USA Billboard Hot Rap Tracks        | 15                   |
| Brit kislemezlista                  | 62                   |

Chapter 2 feat. Alicia Keys
| Slágerlista (2006)                  | Legmagasabb helyezés |
| ----------------------------------- | -------------------- |
| USA Billboard Hot 100               | 77                   |
| USA Billboard Hot R&B/Hip-Hop Songs | 15                   |
| USA Billboard Hot Rap Tracks        | 13                   |